# 278 a.C.

## Eventos
- Continua a Guerra Pírrica: depois de uma trégua, Pirro vai para a Sicília e os romanos reconquistam o sul da Itália.
- Caio Fabrício Luscino, pela segunda vez, e Quinto Emílio Papo, pela segunda vez, cônsules romanos.